# Weiler Langweiler

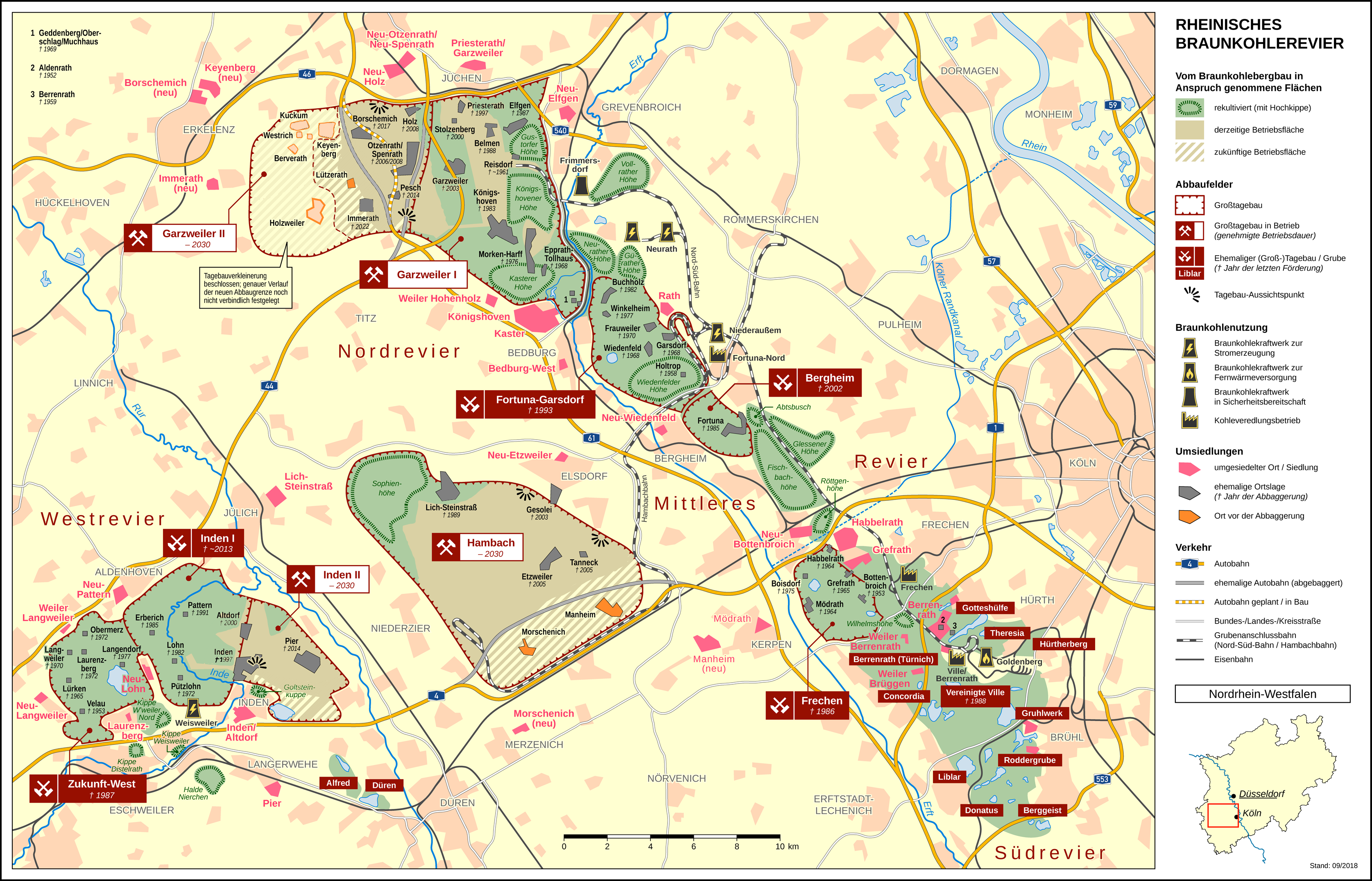
Lage des Weilers Langweiler im Rheinischen Braunkohlerevier

Der Weiler Langweiler ist ein kleiner Weiler im südwestlichen Gemeindegebiet von Aldenhoven im Kreis Düren in Nordrhein-Westfalen. Er wurde im Gebiet eines ehemaligen Tagebaus angelegt und war dem Aldenhovener Ortsteil Niedermerz zugeordnet. Vorwiegend Umsiedler aus den abgegangenen Ortschaften Erberich, Fronhoven und Lohn haben seit 1981 hier eine neue Heimat gefunden. Seit dem 1. Juni 2014 gehört der Weiler Langweiler zu Schleiden und nicht mehr zu Niedermerz.
Auf dem Anger in der Siedlungsmitte steht das schmiedeeiserne Kirchturmkreuz der ehemaligen Lohner Pfarrkirche St. Silvester.
Der Weiler liegt unmittelbar an der Gemeindegrenze zu Eschweiler und erinnert an das auf Aldenhovener Gemeindegebiet zwischen Warden und Laurenzberg gelegene und 1973 abgerissene Dorf Langweiler.
Nachbarorte sind Warden, Hoengen, Niedermerz, Schleiden, Fronhoven und Neu-Lohn.
Die nächsten Autobahnanschlüsse sind „Aldenhoven“ und „Alsdorf“ auf der A 44. Der Weiler Langweiler selbst wird vom Linienbusverkehr nicht bedient. Die nächstgelegenen Bushaltestellen befinden sich jeweils in den Nachbarorten Schleiden und Niedermerz.
Ein weiterer Weiler auf Aldenhovener Gebiet ist der Weiler-Hausen.